# Чемпіонат націй КОНКАКАФ 1973
Чемпіонат націй КОНКАКАФ 1973 (ісп. Campeonato de Naciones de CONCACAF 1973) — 6-й розіграш чемпіонату націй КОНКАКАФ, організований КОНКАКАФ, що відбувся з 29 листопада по 18 грудня 1973 року на Гаїті. Всі матчі були зіграні на стадіоні «Сільвіо Катор» в Порт-о-Пренс. Вперше турнір виконував також функції відбіркового турніру до чемпіонату світу 1974 року в північноамериканській континентальній зоні. Гаїті в перший і єдиний раз стала чемпіоном КОНКАКАФ і отримала путівку на чемпіонат світу.

## Кваліфікація
14 збірних були розділені на 6 груп по 2 або 3 команди (чотири групи по 2 команди і дві групи по 3 команди). Збірні грали кожна з кожною вдома і в гостях. Переможці груп отримали право взяти участь у фінальному турнірі чемпіонату націй.

## Стадіон
| Порт-о-Пренс         |
| -------------------- |
| «Стад Сільвіо Катор» |
|                      |
| Місткість: 15,000    |

## Результати
| Місце | Команда                          | О | М | В | Н | П | ГЗ | ГП | РГ  |
| ----- | -------------------------------- | - | - | - | - | - | -- | -- | --- |
| 1     | Гаїті                            | 8 | 5 | 4 | 0 | 1 | 8  | 3  | +5  |
| 2     | Тринідад і Тобаго                | 6 | 5 | 3 | 0 | 2 | 11 | 4  | +7  |
| 3     | Мексика                          | 6 | 5 | 2 | 2 | 1 | 10 | 5  | +5  |
| 4     | Гондурас                         | 5 | 5 | 1 | 3 | 1 | 6  | 6  | 0   |
| 5     | Гватемала                        | 3 | 5 | 0 | 3 | 2 | 4  | 6  | −2  |
| 6     | Нідерландські Антильські острови | 2 | 5 | 0 | 2 | 3 | 4  | 19 | −15 |

| 29 листопада 1973 |

| Гондурас          | 2–1 | Тринідад і Тобаго |
| ----------------- | --- | ----------------- |
| Гуйфарро Ернандес |     | Девід             |

| «Стад Сільвіо Катор», Порт-о-Пренс Арбітр: Девіс (Канада) |

| 30 листопада 1973 |

| Мексика | 0–0 | Гватемала |
| ------- | --- | --------- |
|         |     |           |

| «Стад Сільвіо Катор», Порт-о-Пренс Арбітр: Highet (Канада) |

| 1 грудня 1973 |

| Гаїті      | 3–0 | Нідерландські Антильські острови |
| ---------- | --- | -------------------------------- |
| Санон Ворб |     |                                  |

| «Стад Сільвіо Катор», Порт-о-Пренс Арбітр: Сото Паріс (Коста-Рика) |

| 3 грудня 1973 |

| Гондурас | 1–1 | Мексика  |
| -------- | --- | -------- |
| Гуйфарро |     | Сальгадо |

| «Стад Сільвіо Катор», Порт-о-Пренс Арбітр: Вінсманн (Канада) |

| 4 грудня 1973 |

| Гаїті             | 2–1 | Тринідад і Тобаго |
| ----------------- | --- | ----------------- |
| Санон Р. Сан-Віль |     | Девід             |

| «Стад Сільвіо Катор», Порт-о-Пренс Арбітр: Енрікес (Сальвадор) |

| 5 грудня 1973 |

| Нідерландські Антильські острови | 2–2 | Гватемала |
| -------------------------------- | --- | --------- |
| Котс Схоп                        |     | Моралес   |

| «Стад Сільвіо Катор», Порт-о-Пренс Арбітр: Kibritjian (США) |

| 7 грудня 1973 |

| Гаїті       | 1–0 | Гондурас |
| ----------- | --- | -------- |
| Г. Сан-Віль |     |          |

| «Стад Сільвіо Катор», Порт-о-Пренс Арбітр: Вінсманн (Канада) |

| 8 грудня 1973 |

| Мексика                          | 8 – 0 | Нідерландські Антильські острови |
| -------------------------------- | ----- | -------------------------------- |
| Мусіньйо Сальгадо Лапуенте Сілес |       |                                  |

| «Стад Сільвіо Катор», Порт-о-Пренс Арбітр: Луїс Пауліно Сілес (Коста-Рика) |

| 10 грудня 1973 |

| Тринідад і Тобаго | 1–0 | Гватемала |
| ----------------- | --- | --------- |
| Девід 30'         |     |           |

| «Стад Сільвіо Катор», Порт-о-Пренс Арбітр: Сото Паріс (Коста-Рика) |

| 12 грудня 1973 |

| Гондурас      | 2–2 | Нідерландські Антильські острови |
| ------------- | --- | -------------------------------- |
| Гуйфарро Соса |     | Клеменсія Яго                    |

| «Стад Сільвіо Катор», Порт-о-Пренс Арбітр: Чаплін (Ямайка) |

| 13 грудня 1973 |

| Гаїті | 2–1 | Гватемала |
| ----- | --- | --------- |
| Санон |     | Боланьйос |

| «Стад Сільвіо Катор», Порт-о-Пренс Арбітр: Девіс (Канада) |

| 14 грудня 1973 |

| Тринідад і Тобаго                         | 4–0 | Мексика |
| ----------------------------------------- | --- | ------- |
| Каммінгс 35', 39' Девід 52' Арчібальд 62' |     |         |

| «Стад Сільвіо Катор», Порт-о-Пренс Арбітр: Вінсманн (Канада) |

| 15 грудня 1973 |

| Гондурас | 1–1 | Гватемала |
| -------- | --- | --------- |
| Гуйфарро |     | Мендес    |

| «Стад Сільвіо Катор», Порт-о-Пренс Арбітр: Шотт (США) |

| 17 грудня 1973 |

| Тринідад і Тобаго | 4–0 | Нідерландські Антильські острови |
| ----------------- | --- | -------------------------------- |
| Девід Морган      |     |                                  |

| «Стад Сільвіо Катор», Порт-о-Пренс Арбітр: Рамірес (Пуерто-Рико) |

| 18 грудня 1973 |

| Гаїті | 0–1 | Мексика   |
| ----- | --- | --------- |
|       |     | Борха 30' |

| «Стад Сільвіо Катор», Порт-о-Пренс Арбітр: Kibritjian (США) |

| Чемпіон націй КОНКАКАФ 1973 |
| --------------------------- |
| Гаїті 1-й титул             |

## Найкращі бомбардири
7 голів
- Стів Девід

5 голів
- Емманюель Санон

4 голи
- Рубен Гуйфарро
- Октавіо Мусіньйо

3 голи
- Орасіо Лопес Сальгадо

2 голи
- Моралес
- Еверальд Каммінгс